# Казанова Лонати
Казанова Лонати (итал. Casanova Lonati) је насеље у Италији у округу Павија, региону Ломбардија.
Према процени из 2011. у насељу је живело 376 становника. Насеље се налази на надморској висини од 62 м.

## Становништво
| 1936. | 1951. | 1961. | 1971. | 1981. | 1991. | 2001. | 2011. |
| ----- | ----- | ----- | ----- | ----- | ----- | ----- | ----- |
| 596   | 538   | 506   | 392   | 376   | 422   | 427   | 483   |